# Championnat d'Asie masculin de basket-ball 1973
Navigation
Japon 1971 Thaïlande 1975
Le championnat d'Asie de basket-ball 1973 est la septième édition du championnat d'Asie des nations. Elle s'est déroulée du 1er au 15 décembre 1973 à Manille aux Philippines.

## Classement final
| Position | Équipe       | Bilan  |
| -------- | ------------ | ------ |
| 1        | Philippines  | 10v-0d |
| 2        | Corée du Sud | 9v-1d  |
| 3        | Taïwan       | 7v-3d  |
| 4        | Japon        | 6v-4d  |
| 5        | Iran         | 4v-6d  |
| 6        | Inde         | 3v-7d  |
| 7        | Thaïlande    | 6v-4d  |
| 8        | Indonésie    | 6v-4d  |
| 9        | Malaisie     | 3v-7d  |
| 10       | Singapour    | 3v-7d  |
| 11       | Hong Kong    | 2v-8d  |
| 12       | Pakistan     | 1v-9d  |